# Slot canyon
Uno slot canyon è un canale lungo, stretto, profondo e tortuoso o di drenaggio con pareti rocciose a picco che sono tipicamente erose, in arenaria o in altre rocce sedimentarie. Uno slot canyon ha rapporti profondità-larghezza che in genere superano 10:1 sulla maggior parte della sua lunghezza e possono avvicinarsi a 100:1. Il termine è particolarmente usato negli Stati Uniti occidentali semiaridi, compresa la regione dell'altopiano del Colorado. Gli slot canyon sono soggetti a inondazioni improvvise e contengono comunemente comunità ecologiche uniche che si distinguono dagli altipiani adiacenti e più asciutti.  Alcuni slot canyon possono misurare meno di 1 metro (3 piedi) di diametro in cima, ma cadere più di 30 metri (100 piedi) al fondo del canyon. 
Molti slot canyon si formano in arenaria e roccia calcarea, anche se sono possibili slot canyon in altri tipi di roccia come granito e basalto. Anche in arenaria e calcare, solo un numero molto piccolo di corsi d'acqua formerà slot canyon a causa di una combinazione delle caratteristiche particolari della roccia e delle precipitazioni regionali.